# Ekaterina Bukina
Pour les articles homonymes, voir Boukina.
Ekaterina Bukina (en russe : Екатерина Борисовна Букина, Iekaterina Borissovna Boukina) est une lutteuse russe née le 5 mai 1987 à Angarsk. Elle a notamment remporté une médaille de bronze en moins de 75 kg aux Jeux olympiques d'été de 2016 à Rio de Janeiro.

## Palmarès

### Jeux olympiques
- Médaille de bronze en catégorie des moins de 75 kg en 2016 à Rio de Janeiro

### Championnats du monde
- Médaille d'argent en catégorie des moins de 72 kg en 2011 à Istanbul
- Médaille de bronze en catégorie des moins de 72 kg en 2010 à Moscou

### Championnats d'Europe
- Médaille d'or dans la catégorie des moins de 76 kg en 2020 à Rome
- Médaille d'argent dans la catégorie des moins de 76 kg en 2018 à Kaspiisk
- Médaille d'argent dans la catégorie des moins de 72 kg en 2010 à Bakou
- Médaille de bronze dans la catégorie des moins de 75 kg en 2014 à Vantaa

### Jeux européens
- Médaille d'argent dans la catégorie des moins de 75 kg en 2015 à Bakou

### Universiade
- Médaille d'or dans la catégorie des moins de 72 kg en 2013 à Kazan